# Trichogramma embryophagum
Trichogramma embryophagum is een vliesvleugelig insect uit de familie Trichogrammatidae. De wetenschappelijke naam is voor het eerst geldig gepubliceerd in 1838 door Hartig.